# Martigny-les-Bains
Martigny-les-Bains település Franciaországban, Vosges megyében. Lakosainak száma 793 fő (2022. január 1.). Martigny-les-Bains Crainvilliers, Dombrot-le-Sec, Frain, Lamarche, Morizécourt, Sauville, Serocourt, La Vacheresse-et-la-Rouillie és Villotte községekkel határos.

## Népesség
A település népességének változása:
| Lakosok száma | 812  | 802  | 877  | 803  | 810  | 816  | 807  | 797  | 793  |
|               | 2013 | 2015 | 2016 | 2017 | 2018 | 2019 | 2020 | 2021 | 2022 |